# Álamo Facó
Álamo Facó Soares Drummond (Rio de Janeiro, 10 de maio de 1981) é um ator, diretor e escritor brasileiro.

## Biografia e Carreira
Em 1993, aos 11 anos, começou a atuar e escrever para teatro, no O Tablado, dirigido por Maria Clara Machado. Estudou com Amir Haddad, Domingos de Oliveira, Juliana Carneiro da Cunha e Enrique Diaz.
Em 1998 atuou no elenco principal da série de TV A Turma do Pererê, de Ziraldo. A série foi exibida entre 1999 e 2001 na TVE Brasil. O programa ainda é exibido na TVE Brasil, na TV Cultura e em outras TVs públicas.
Aos 17 anos, Álamo foi para a Inglaterra, onde estudou Interpretação, Dança e Literatura Inglesa na Hanley Castle School. Na Inglaterra, atuou no espetáculo On the Edge, de Hazel Hickling.
De volta ao Rio, cursou Cinema na Universidade Estácio de Sá, especializando-se em Roteiro e Interpretação na Universidade Federal do Rio de Janeiro.
Participou da série A Mulher Invisível, da Rede Globo, onde encarnava Wilson, o melhor amigo do protagonista Selton Mello. Interpretou Renan em Amor à Vida.

## Vida Pessoal
Em 2008 iniciou um relacionamento amoroso com a atriz Dandara Guerra. Ambos casaram-se em 2010. Seu único filho, Arto Ohana Guerra Facó Drummond, nasceu em 19 de agosto de 2012. Álamo Facó é filho de Marcus de Freitas Drummond e Marpe Facó Soares Drummond.

## Filmografia

### Televisão
| Ano  | Título                      | Papel                  | Notas                                                 |
| ---- | --------------------------- | ---------------------- | ----------------------------------------------------- |
| 1998 | A Turma do Pererê           | Alan                   | TVE Brasil                                            |
| 2002 | Esperança                   | Jorge                  |                                                       |
| 2006 | Sítio do Picapau Amarelo    | Canguiço               |                                                       |
| 2008 | Casos e Acasos              | Fábio                  |                                                       |
| 2010 | A Grande Família            | Júnior                 | Episódios: "Mamãe Não Pode Saber" "Será Que Ele Era?" |
| 2010 | Cama de Gato                | Murilo Reis            |                                                       |
| 2011 | A Mulher Invisível          | Wilson                 |                                                       |
| 2011 | Natália                     | Anderson               |                                                       |
| 2011 | Os Gozadores                | Balconista Zé          |                                                       |
| 2012 | Lado a Lado                 | Vasco Queirós (Quequé) |                                                       |
| 2013 | Amor à Vida                 | Renan de Oliveira      |                                                       |
| 2014 | A Grande Família            | Mano Braga             | Temporada 14                                          |
| 2015 | Malhação Sonhos             | Haroldo Motta Silveira |                                                       |
| 2015 | Verdades Secretas           | Emanoel                |                                                       |
| 2016 | Sol Nascente                | Mano                   |                                                       |
| 2016 | Lúcia McCartney             | Sérgio                 |                                                       |
| 2017 | Pega Pega                   | Matias                 |                                                       |
| 2018 | Me Chama de Bruna           | Zeca                   | Temporadas 3–4                                        |
| 2019 | A Dona do Pedaço            | Vicente Matheus        |                                                       |
| 2020 | Arcanjo Renegado            | Ronaldo Leitão         | Temporadas 1–3                                        |
| 2023 | Todo Dia a Mesma Noite      | Vicente                |                                                       |
| 2023 | Terra e Paixão              | Frazão                 | Episódios: "1–30 de dezembro"                         |
| 2024 | Suíte Magnólia              | Galdino Gázper         |                                                       |
| 2024 | O Jogo que Mudou a História | João Ignácio           |                                                       |

### Cinema
| Ano  | Título                     | Papel                 |
| ---- | -------------------------- | --------------------- |
| 2006 | O Maior Amor do Mundo      | Homem Bêbado          |
| 2007 | Tropa de Elite             | Encadernador          |
| 2008 | Apenas o Fim               | Lincoln               |
| 2010 | Não Se Pode Viver sem Amor |                       |
| 2010 | Carioca                    |                       |
| 2011 | O Palhaço                  | João Lorota           |
| 2011 | Paraíso, aqui vou eu       | Chicão                |
| 2011 | Qualquer Gato Vira-Lata    | Paulo Sérgio "Magrão" |
| 2012 | Totalmente Inocentes       | China                 |
| 2012 | Billi Pig                  | Senhor Franzino       |
| 2016 | Qualquer Gato Vira-Lata 2  | Magrão                |
| 2021 | Homem Onça                 | Tom                   |

### Internet
| Ano  | Título                                | Personagem                 |
| ---- | ------------------------------------- | -------------------------- |
| 2016 | Esta Noite Encarnarei no Teu Corpinho | Guilherme da Luz / Micaela |

## Teatro
| Ano     | Título               | Personagem        | Nota                                           |
| ------- | -------------------- | ----------------- | ---------------------------------------------- |
|         | Capitães da Areia    |                   |                                                |
|         | Lição de Anatomia    |                   |                                                |
|         | Desesperados         |                   |                                                |
|         | Entre Quatro Paredes |                   |                                                |
|         | O Lobo da Estepe     |                   |                                                |
|         | Jornada de um Poema  |                   |                                                |
| 2011    | Talvez               |                   |                                                |
| 2010–12 | Pterodátilos         |                   |                                                |
| 2015–18 | Mamãe                | Ele mesmo/ Lázaro | Também autoria, direção, produção e realização |

## Prêmios e indicações
| Ano  | Premiação                   | Categoria                        | Indicação              | Resultado |
| ---- | --------------------------- | -------------------------------- | ---------------------- | --------- |
| 1996 | Prêmio Sustain              | Melhor Ator                      | Teatro                 | Venceu    |
| 2011 | Prêmio Cenym de Teatro      | Melhor Elenco                    | Pterodátilos           | Indicado  |
| 2013 | Prêmio Contigo! de TV       | Melhor Revelação                 | Lado a Lado            | Indicado  |
| 2016 | Prêmio Questão de Crítica   | Melhor Dramaturgia               | Mamãe                  | Venceu    |
| 2016 | Prêmio APTR                 | Melhor Autor                     | Mamãe                  | Indicado  |
| 2016 | Prêmio Cesgranrio de Teatro | Melhor Ator                      | Mamãe                  | Indicado  |
| 2016 | Prêmio Cesgranrio de Teatro | Melhor Texto Nacional Inédito    | Mamãe                  | Indicado  |
| 2016 | Prêmio Cesgranrio de Teatro | Melhor Espetáculo                | Mamãe                  | Indicado  |
| 2024 | Prêmio Platino              | Melhor Ator Coadjuvante de Série | Todo Dia a Mesma Noite | Pendente  |